# Джаманак
„Джаманак“ (на арменски: Ժամանակ, което в превод означава – време) е литературен, политически и социален ежедневен вестник в Турция на арменски език, издаван периодично в Истанбул от 1908 г.
Основатели на вестника са братята Мисак и Саркис Кочунян. Негов първи главен редактор е Мисак Кочунян, след него главни редактори са Мартирос Кочунян, Мелик Кочунян, Ара Кочунян, Еновк Армен, Симон Чемолекян, Паруйр Кечян, Едуард Симкешан и Григор Худавердян. От 90-те години на XX век вестникът е собственост на Ара Кочунян.
В началото на XX век тиражът на вестника е 15 хиляди екземпляра, и е бил разпространяван в цялата Османска империя, от Балканите до Египет. Днешният тираж е 10 пъти по-малък.
Към 70-те години на на XX век вестникът публикува предимно информация от Турция и западните държави, отразява живота на арменската диаспора, а литературният му отдел публикува произведения на арменски писатели и преводи на автори от Европа.
Към 2010-те години вестникът отразява образователния, литературния и културния църковен живот на арменската общност в Турция, вътрешната и външната политика на Армения и непризнатата Нагорно-Карабахска република, включително отношенията между Армения и Турция, а също така отразява новините в сферата на икономиката и културата.
Вестникът е черно-бял, но публикува цветни броеве за Нова година, Коледа и Великден. През 2013 г. стартира и онлайн версия на вестника. Настоящият брой на служителите във вестника е 6-7 души.